# Cal Bepanyo
Cal Bepanyo és una casa de Guissona (Segarra) protegida com a Bé Cultural d'Interès Local.

## Descripció
Edifici de quatre plantes de pedra arrebossat. Ha perdut molts dels seus elements originals amb les restauracions que ha sofert en els últims temps.
Es troba en un dels extrems de la Plaça Major, quasi arribant al C/ de les Botigues. Presenta una façana principal que mira a la Plaça Major i una façana que dona al C/ Carral.
A la planta baixa presenta tres arcs de mig punt sustentats per pilars quadrangulars, seguint el model de la resta de galeries de la porxada de la Plaça. Accedim a l'edifici a través d'una porta rectangular moderna que es troba a la galeria sud, on es pot admirar la volta de creueria.
El primer pis presenta tres portes balconeres amb una motllura llisa i els seus respectius balcons de forja. El segon pis repeteix el patró del primer.
Una línia d'imposta divideix el tercer pis, on trobem tres petites obertures quadrangulars que comuniquen amb la golfa.
Aquest edifici presenta una façana que ha estat restaurada recentment, tot i que s'ha respectat la seva fisonomia original.